# Lomanoxoides herediae
Lomanoxoides herediae är en skalbaggsart som beskrevs av Zdzisława Stebnicka och Paul E.Skelley 2005. Lomanoxoides herediae ingår i släktet Lomanoxoides och familjen Aphodiidae. Inga underarter finns listade i Catalogue of Life.